# Reckenthin
Reckenthin ist ein bewohnter Gemeindeteil der Gemeinde Groß Pankow im Landkreis Prignitz in Brandenburg. Es gehört zum Ortsteil Tüchen.

## Geografie und Verkehrsanbindung
Reckenthin liegt südöstlich des Kernortes Groß Pankow. Östlich verläuft die B 107, nördlich fließt der Jeetzbach, ein linker Zufluss zur Stepenitz.

## Sehenswürdigkeiten
Als Baudenkmale sind ausgewiesen (siehe Liste der Baudenkmale in Groß Pankow (Prignitz)#Reckenthin): 
- Die wahrscheinlich in der zweiten Hälfte des 14. Jahrhunderts erbaute Dorfkirche ist ein Saalbau mit einem Turm im Westen der Kirche. Das Walmdach des Turms trägt einen Dachreiter. Der Barockaltar im Inneren stammt aus der Zeit Anfang des 18. Jahrhunderts.
- ein Bauernhof, bestehend aus Wohn- und Gasthaus und drei Wirtschaftsgebäuden (Dorfstraße 12/13)
- ein Bauernhof, bestehend aus Wohnhaus, vier Wirtschaftsgebäuden und Kopfsteinpflasterung (Dorfstraße 18/19)
- ein Bauernhof, bestehend aus zwei Wohnhäusern, zwei Ställen, Scheune und Schuppen (Dorfstraße 22/23)
- ein Wohnhaus mit Wirtschaftsgebäude (Dorfstraße 35)